# Reggaeneracija
Reggaeneracija је четврти албум београдске реге групе Del Arno Band. Издат је на компакт-диск формату и аудио касети.

## Списак песама
1. Д.А.Б. је ту да спаја - 4:13
2. Дим из моје луле - 5:05
3. Устајем - 4:38
4. Кавез - 4:51
5. Ноћ и дан - 3:54
6. Више него живот - 4:29
7. Летња шема - 4:22
8. Заувек млад - 4:25
9. Ти ћеш срести неког на крају - 5:06
10. манијак - 4:14
11. Верујем - 4:02
12. Преко - 4:40
13. Трећи свијет - 5:23
14. Реци деци - 5:00
15. - 3:40
16. - 5:15

## Чланови групе који су учествовали у снимању
- Дејан Утвар „Ути“: бубњеви
- Дарко Голић: бас
- Марин Петрић: удараљке
- Ђорђе Ћурчић: гитара
- Владан Матић - Brain I: вокал, пратећи вокали, клавијатуре, гитаре, удараљке, чаранго, програмирање бубњева и удараљки
- Немања Којић - Којот: тромбон
- Александар Петковић - „The Bishop“: алт и сопран саксофон, клавијатуре у „Reggae манијак“ и пратећи вокали у „Дим из моје луле“
- Добросав Предић - „Преда“: труба
- Зоја Боровчанин: пратећи вокали и виолина
- Јасмина Абу Ел Руб - „JahSmile“: пратећи вокали и флаута
- Јован Матић - „YoVan“: вокал, пратећи вокали, удараљке, шакухачи и чаи-ча